# 지식재산권 관련 주제 목록
아래는 지식 재산권과 관련된 주제의 목록이다.

## 주제 목록
- 카피프로드
- 도하 선언
- 지식 자본
- 지식 권리
- 지식재산권 교육
- 지식재산권 침해
- 대한민국 특허청
- 소프트웨어
- 파리 관습
- 리버스 엔지니어링
- 세계 지식 재산권 기구(WIPO)
- 세계 지식 재산권의 날(4월 26일)

### 지식재산의 종류
- 도메인 이름
- 노하우
- 특허
- 상표

### 특정 분야의 지식 재산
- 오픈 소스 소프트웨어